# Golpe militar
Golpe militar é um ato caracterizado pela tomada do poder de um país por suas forças armadas em um golpe de Estado, instaurando um regime de ditadura militar. Geralmente é decretado um estado de exceção, regido segundo a lei marcial, sendo formada uma junta militar encabeçada por qualquer das armas, que nomeia um novo presidente (sempre um militar de alta patente) e seus sucessores.
De maneira geral, os membros do governo deposto são perseguidos e presos, ou então forçados a deixarem o país. Simpatizantes do governo deposto são igualmente perseguidos, e em casos extremos podem ser presos e torturados com intuito de obtenção de informações ou confissões.
Os golpes militares podem ser relativamente "pacíficos", quando não há uma reação popular contrária, ou quando a população em geral apoia os golpistas, mas podem também ser sangrentos, quando a população é dividida quanto ao apoio aos golpistas ou quando uma nação estrangeira intervém no processo.

## Exemplos
- Brasil: Golpe militar de 1889 e Golpe militar de 1964;
- Portugal: Revolução dos Cravos;
- Argentina: Golpes de Estado na Argentina;
- Chile: Golpe militar de 1973;
- Egito: Golpe militar de 2013 e Golpe militar de 1952[1]
- Honduras: Golpes de Estado em Honduras;
- Paquistão: Golpes de Estado no Paquistão;
- Bangladesh: Golpes de Estado em Bangladesh;
- Nigéria: Golpes de Estado na Nigéria